# Grupo de Visegrado
El Grupo de Visegrado (en eslovaco: Vyšehradská skupina; en húngaro: Visegrádi Együttműködés; en polaco: Grupa Wyszehradzka; en checo: Višegrádská skupina), también conocido como V4, es una alianza de cuatro países centroeuropeos —Eslovaquia, Hungría, Polonia y la República Checa— vigente desde 1991.

## Historia

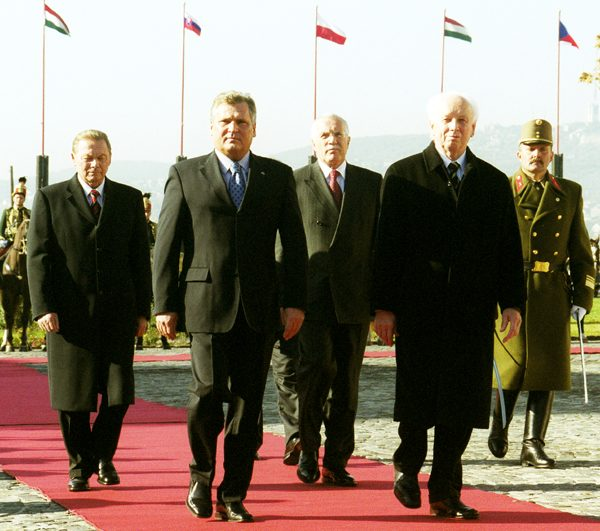
Presidentes del grupo de Visegrado en Budapest (2003).

El Grupo de Visegrado tiene un antecedente histórico en el pacto de Visegrado en 1335, cuando el rey Carlos Roberto de Hungría convocó a una reunión en el palacio de Visegrado (en húngaro: Visegrád) al rey Casimiro III de Polonia y al rey checo Juan I de Bohemia. En aquel entonces, los tres reyes acordaron un pacto de no agresión y colaboración mutua para una mejor relación política y económica.
El moderno grupo V4 tuvo su origen en una cumbre de los jefes de Estado y gobierno de Checoslovaquia, Hungría y Polonia el 15 de febrero de 1991: Václav Havel, por parte de Checoslovaquia; Lech Wałęsa, el presidente de la República de Polonia; y József Antall, el primer ministro de la República de Hungría. El encuentro se llevó a cabo 656 años después del organizado por Carlos Roberto de Hungría en la misma ciudad de Visegrado, con el fin de establecer una cooperación entre estos tres Estados (cuatro, con la posterior división de Checoslovaquia en 1993) para acelerar el proceso de integración europea, avanzar en grupo hacia la occidentalización de sus economías y sus instituciones tras décadas bajo la influencia de la Unión Soviética.
Caracterizan a estos países tres ideas: 
1. Rechazo a la Unión Europea como encarnación de un ente burocrático que niega la soberanía de los Estados miembros; frente a la integración europea, defienden un fortalecimiento de los Estados-nación.
2. Rechazo a la inmigración ya que ejercen como un lobby en favor de políticas migratorias comunitarias más restrictivas. Tras la crisis migratoria de 2015, República Checa, Eslovaquia, Polonia, Austria y Hungría formaron un “eje antiinmigración”, rechazando e incluso incumpliendo las cuotas para el reparto de refugiados establecido por Bruselas.
3. Rechazo al pleno funcionamiento del Estado de Derecho. La Comisión Europea llevó a Polonia ante el Tribunal de Justicia de la Unión Europea para proteger la independencia del poder judicial. En Hungría se ha desarrollado una legislación sobre las ONG extranjeras muy restrictiva y tanto este país como Polonia tienen una legislación que va en contra de los derechos de la comunidad LGBT. La ideología que comparten es el nacional-populismo que incluye elementos tradicionalistas y un catolicismo acentuado.[2][3][4][5]

La invasión rusa de Ucrania de 2022 ha llevado a las mayores discrepancias entre los países miembros del grupo, principalmente por la postura del Gobierno húngaro de Víctor Orbán que practica una cercanía económica y política con Rusia. En 2023, el candidato rusófilo Robert Fico ganó las elecciones en Eslovaquia.